# HMS St. Albans (F83)
Za druge ladje glejte HMS St. Albans.
HMS St. Albans (F83) je fregata razreda type 23 Kraljeve vojne mornarice.

## Zgodovina
Zgodaj 2004 je ladja sodelovala v operaciji Oracle v Arabskem morju.